# Laetiporus baudonii
Laetiporus baudonii är en svampart som först beskrevs av Narcisse Theophile Patouillard, och fick sitt nu gällande namn av Leif Ryvarden 1991. Laetiporus baudonii ingår i släktet Laetiporus och familjen Fomitopsidaceae.   Inga underarter finns listade i Catalogue of Life.